# Liste der Kulturgüter in Killwangen
Die Liste der Kulturgüter in Killwangen enthält alle Objekte in der Gemeinde Killwangen im Kanton Aargau, die gemäss der Haager Konvention zum Schutz von Kulturgut bei bewaffneten Konflikten, dem Bundesgesetz vom 20. Juni 2014 über den Schutz der Kulturgüter bei bewaffneten Konflikten sowie der Verordnung vom 29. Oktober 2014 über den Schutz der Kulturgüter bei bewaffneten Konflikten unter Schutz stehen.
Objekte der Kategorie A sind im Gemeindegebiet nicht ausgewiesen, Objekte der Kategorie B sind vollständig in der Liste enthalten, Objekte der Kategorie C fehlen zurzeit (Stand: 1. Januar 2023). Unter übrige Baudenkmäler sind weitere geschützte Objekte zu finden, die in der Bau- und Nutzungsordnung der Gemeinde verzeichnet und nicht bereits in der Liste der Kulturgüter enthalten sind.

## Kulturgüter
| Foto | | Objekt                     | Kat. | Typ | Standort                    | Beschreibung                              |
| ---- | --- | -------------------------- | ---- | --- | --------------------------- | ----------------------------------------- |
| BW   | Datei hochladen · Wikidata zu Chlaimättli; Erdburg mit Abschnittsgraben, mittelalterlich? (Q29576274) | Lehnstudhau KGS-Nr.: 15460 | B    | F   | Chleimättli 667969 / 253086 | Prähistorisches Refugium oder Burgstelle. |

## Übrige Baudenkmäler
| ID   | Foto |                                                                                                  | Objekt                                                       | Typ | Standort                                   | Beschreibung |
| ---- | ---- | ------------------------------------------------------------------------------------------------ | ------------------------------------------------------------ | --- | ------------------------------------------ | ------------ |
| 901  | ja   | Datei hochladen                                                                                  | Katholische Kirche St. Josef                                 | G   | Zürcherstrasse 172 667395 / 255365         |              |
| 902  | BW   | Datei hochladen                                                                                  | Altes Schulhaus                                              | G   | Dorfstrasse 4 668462 / 254050              |              |
| 903  | ja   | Datei hochladen                                                                                  | St. Viktor (ehemalige Kapelle)                               | G   | Zürcherstrasse 1 668384 / 254286           |              |
| 904  | BW   | Datei hochladen                                                                                  | Doppelbauernhaus                                             | G   | Zürcherstrasse 4 668488 / 254156           |              |
| 905  | BW   | Datei hochladen                                                                                  | Doppelbauernhaus                                             | G   | Zürcherstrasse 15/17 668508 / 254192       |              |
| 906  | BW   | Datei hochladen                                                                                  | Doppelbauernhaus                                             | G   | Zürcherstrasse 8 668563 / 254107           |              |
| 908  | BW   | Datei hochladen                                                                                  | Doppelbauernhaus                                             | G   | Rütihaldenstrasse 1/3 668479 / 253839      |              |
| 909  | BW   | Datei hochladen                                                                                  | Speicher / Remise                                            | G   | Rütihaldenstrasse/Schürweg 668505 / 253827 |              |
| 910  | BW   | Datei hochladen                                                                                  | Bäuerlicher Vielzweckbau                                     | G   | Dorfstrasse 16 668427 / 253795             |              |
| 911  | BW   | Datei hochladen                                                                                  | Restaurant Bahnhof                                           | G   | Bahnhofstrasse 10 669054 / 253977          |              |
| 912  | ja   | Datei hochladen                                                                                  | Sennenberg (ehemalige Sommerresidenz der Äbte von Wettingen) | G   | Sennenbergstrasse 31 667345 / 253447       |              |
| 914A | ja   | Datei hochladen                                                                                  | Brunnen                                                      | G   | Dorfstrasse 16 668443 / 253794             |              |
| 914B | BW   | Datei hochladen                                                                                  | Brunnen                                                      | G   | Rütihaldenstrasse 3 668491 / 253821        |              |
| 915  | ja   | Datei hochladen · Wikidata zu Aufnahmegebäude/Güterschuppen Killwangen-Spreitenbach (Q127713215) | Stationsgebäude SBB                                          | G   | Bahnhofstrasse 17 669082 / 254008          |              |

Legende: Siehe Legende der Liste der Kulturgüter von nationaler und regionaler Bedeutung. Anstelle der KGS-Nummer wird als Objekt-Identifikator (ID) die Inventar- oder Gebäudenummer in der Bau- und Nutzungsordnung der Gemeinde verwendet.